# 500-km-Rennen von Bridgehampton 1965, 2. Rennen

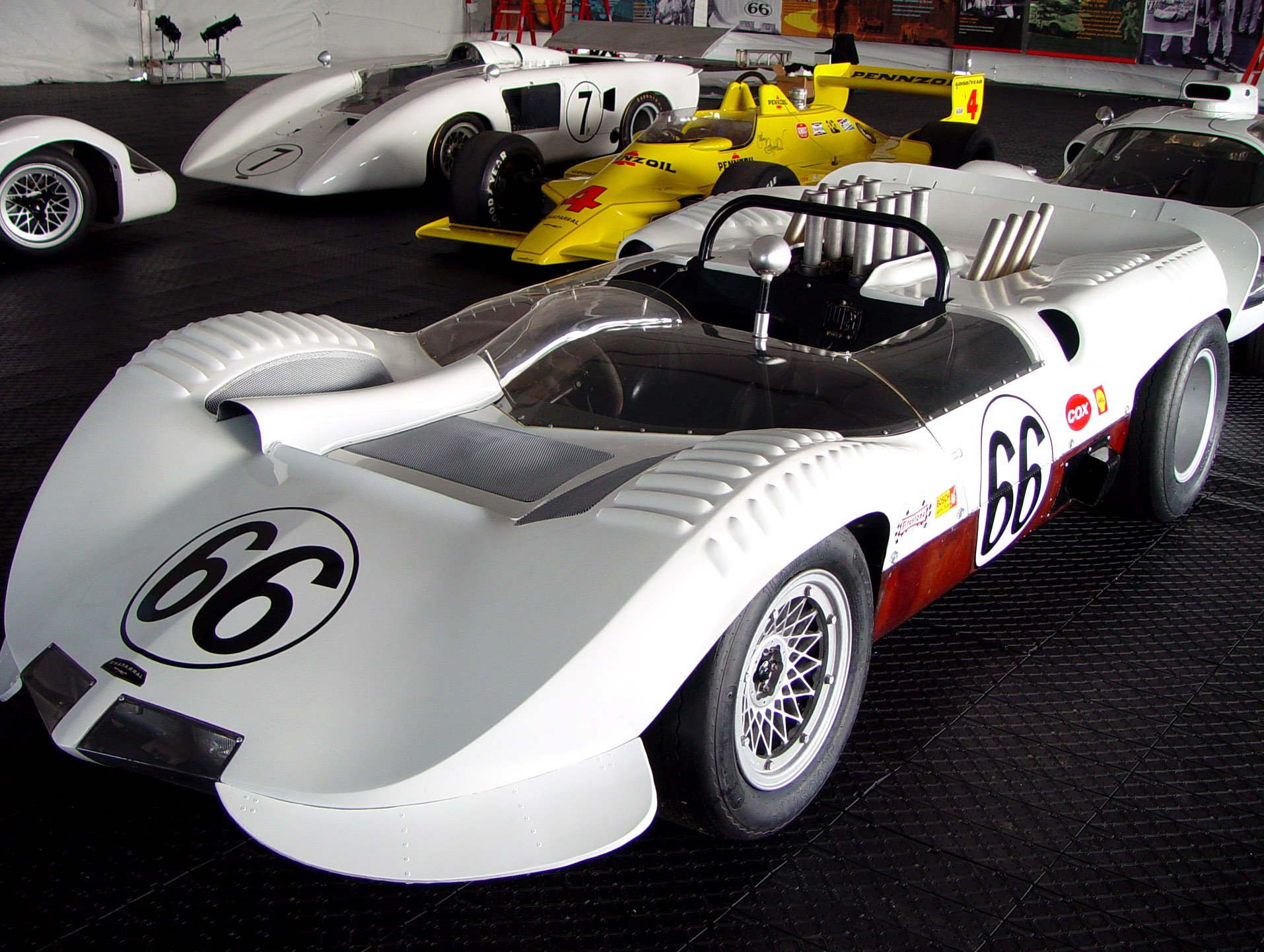
Chaparral 2A; Siegerwagen von Hap Sharp

Das 500-km-Rennen von Bridgehampton, auch The 1965 Bridgehampton Double 500 for The Edwin H. Krom Memorial Trophy, The Bridgehampton Race Circuit  wurde am 19. September 1965 in zwei Läufen ausgefahren. Die Rennveranstaltung war der 20. Wertungslauf der Sportwagen-Weltmeisterschaft dieses Jahres.

## Das Rennen
Auch 1965 wurde das 500-km-Rennen von Bridgehampton in zwei Wertungsläufen gewertet, die beide als Einzelrennen zur Weltmeisterschaft zählten. Im Unterschied zum Vorjahr fanden 1965 beide Rennen am selben Tag statt und hatten jeweils eine Distanz von 500 Kilometern.
Die Wertung der Rennfahrzeuge bis 2-Liter-Hubraum gewann Herb Wetanson auf einem Porsche 904 GTS vor Dick Young und George Alderman auf Lotus 23B, sowie Fred Ashplant, der einen Lotus Elan 26R fuhr. Im Rennen der Sportwagen über 2-Liter-Hubraum blieb Hap Sharp im Chaparral 2A erfolgreich. Er gewann vor Pedro Rodríguez im Ferrari 365P2 und Skip Scott und Dick Thompson, die einen Shelby Cobra 427 steuerten.

## Ergebnisse

### Schlussklassement
| 1               | SR + 1.6 | 66 | Chaparral Cars             | Hap Sharp                  | Chaparral 2A                 | 110 |
| 2               | P + 1.6  | 20 | North American Racing Team | Pedro Rodríguez            | Ferrari 365P2                | 108 |
| 3               | P + 1.6  | 91 | Essex Wire Corp.           | Skip Scott Dick Thompson   | Shelby Cobra 427             | 104 |
| 4               | P + 1.6  | 96 | Scuderia Bear              | Bob Grossman               | Ferrari 330P                 | 103 |
| 5               | GT + 3.0 | 33 | Shelby-American            | Bob Johnson                | Shelby Cobra                 | 101 |
| 6               | GT + 3.0 | 13 | Shelby-American            | Ray Cuomo                  | Shelby Cobra                 | 100 |
| 7               | SR + 1.6 | 48 | John Timken                | Lewis Kerr                 | Brabham BT8                  | 100 |
| 8               | P + 1.6  | 69 | Scuderia Bear              | Richard Holquist           | Ferrari 250LM                | 100 |
| 9               | GT + 3.0 | 7  | Rolling Ridge Racing Team  | Bruce Jennings             | Jaguar E-Type                | 95  |
| 10              | SR + 1.6 | 41 | Bob Brown                  | Bob Brown                  | Malibu Special               | 93  |
| 11              | GT + 3.0 | 19 | North American Racing Team | George Arents Bob Hutchins | Ferrari 275 GTB              | 93  |
| 12              | GT + 3.0 | 61 | Frank Dominianni           | Frank Dominianni           | Chevrolet Corvette           | 91  |
| 13              | SR + 1.6 | 9  | Eno DePasquale             | Eno DePasquale             | Genie Mark 8                 | 88  |
| 14              | GT 3.0   | 75 | Robert Wiser               | Robert Wiser               | Austin-Healey 3000           | 85  |
| Ausgefallen     |          |    |                            |                            |                              |     |
| 15              | SR + 1.6 | 3  | Arthur Harrison            | Pete Harrison              | Genie Mk.10                  |     |
| 16              | SR + 1.6 | 4  | Kenneth Hablow             | Kenneth Duclos             | Chevrolet Corvette Sting Ray |     |
| 17              | SR + 1.6 | 5  | William Wonder             | William Wonder             | Genie                        |     |
| 18              | SR + 1.6 | 8  | Lotus East                 | Gerry Georgi               | Lotus 30                     |     |
| 19              | P + 1.6  | 11 | John Mecom                 | Walt Hansgen               | Lola T70                     |     |
| 20              | P + 1.6  | 12 | Wintersteen Racing Inc.    | George Wintersteen         | McLaren Elva Mark I          |     |
| 21              | P + 1.6  | 16 | Skip Barber                | Skip Barber                | Lotus 23                     |     |
| 22              | P + 1.6  | 18 | North American Racing Team | Mario Andretti             | Ferrari 275P                 |     |
| 23              | SR + 1.6 | 26 | Raceway Engineering        | John Fulp                  | Lola T70                     |     |
| 24              | GT + 3.0 | 78 | Raceway Engineering        | Tom McNeill Martin Krinner | Shelby GT350                 |     |
| Nicht gestartet |          |    |                            |                            |                              |     |
| 25              | P + 1.6  | 92 | Essex Wire Corp.           | Skip Scott                 | Ford GT40                    | 1   |

1 Aufhängungsschaden im Training

### Nur in der Meldeliste
Hier finden sich Teams, Fahrer und Fahrzeuge, die ursprünglich für das Rennen gemeldet waren, aber aus den unterschiedlichsten Gründen daran nicht teilnahmen.
| Pos. | Klasse   | Nr. | Team               | Fahrer      | Chassis   |
| ---- | -------- | --- | ------------------ | ----------- | --------- |
| 26   | SR + 1.6 | 2   | Chevon Racing Team | George Raph | Elva Mk.7 |

### Klassensieger
| Klasse   | Fahrer          | Fahrzeug      | Platzierung im Gesamtklassement |
| -------- | --------------- | ------------- | ------------------------------- |
| P + 1.6  | Pedro Rodriguez | Ferrari 365P2 | Rang 2                          |
| SR + 1.6 | Hap Sharp       | Chaparral 2A  | Gesamtsieg                      |
| GT + 3.0 | Bob Johnson     | Shelby Cobra  | Rang 5                          |

### Renndaten
- Gemeldet: 26
- Gestartet: 24
- Gewertet: 14
- Rennklassen: 3
- Zuschauer: unbekannt
- Wetter am Renntag: kühl und wolkig
- Streckenlänge: 4,603 km
- Fahrzeit des Siegerteams: 3:13:57,900 Stunden
- Gesamtrunden des Siegerteams: 110
- Gesamtdistanz des Siegerteams: 506,300 km
- Siegerschnitt: 156,617 km/h
- Pole Position: Walt Hansgen – Lola T70 (#11) – 1:39,600 = 166,363 km/h
- Schnellste Rennrunde: Hap Sharp – Chaparral 2A  (#66) – 1:40,000 = 165,698 km/h
- Rennserie: 20. Lauf zur Sportwagen-Weltmeisterschaft 1965